# Internet Movie Firearm Database
L'Internet Movie Firearms Database (IMFDb) est une base de données en ligne d'armes à feu utilisées ou présentées dans des films, des émissions de télévision, des jeux vidéo et des dessins animés,. Un wiki exécutant le logiciel MediaWiki, dont la fonction est similaire (bien que non affilié) à la base de données de films Internet (IMDb) pour l'industrie du divertissement,. Comprend des articles relatifs aux acteurs et à certains personnages, tels que James Bond,, répertoriant les armes à feu spécifiques auxquelles ils étaient associés dans leurs films,. Le site intègre une section d'hébergement d'images de type Wikimedia Commons qui comprend des photos d'armes à feu, des logos de fabricants, des captures d'écran et des illustrations associées,.
Le site Web IMFDb est devenu une source de référence sur les armes dans les médias, fournissant des détails détaillés sur les armes et leurs variantes,. Le site a également été cité dans des magazines spécialisés tels que American Rifleman et True West Magazine de la NRA, ainsi que dans des programmes télévisés au format magazine d'information tels que Shooting USA sur Outdoor Channel. En 2015, IMFDb a commencé à publier un bulletin d'information hebdomadaire qui touche des milliers de lecteurs chaque vendredi matin.

## Histoire
Le site a été créé par le web designer Christopher Serrano le 10 mai 2007, avec le login utilisateur « Bunni ». L'Internet Movie Firearm Database (IMFDb) a été créée à l'origine pour aider à identifier l'utilisation d'armes à feu dans les films hollywoodiens. Au cours des premiers mois de son existence, il ne répertoriait qu'une douzaine de films, dont The Matrix, Platoon et Pulp Fiction. Au fur et à mesure que le site grandissait, son contenu grandissait également. En juin 2007, le site a commencé à répertorier des émissions de télévision en plus des films. Le site s'est depuis élargi pour inclure des pages de jeux vidéo et d'anime. Le site est organisé dans un style simple et schématique, avec des photos, des citations et des faits amusants.
En juin 2012, la base de données s'est élargie pour répertorier plus de 6 445 films, plus de 1 925 émissions de télévision, plus de 686 jeux vidéo et 423 films et séries animées, ; totalisant 9814 articles. Au 16 décembre 2023, le nombre d'articles s'élève à 30 023.
En plus d'être informaticien, Christopher Serrano a également étudié les sciences politiques à l'UC Santa Barbara. Son intérêt pour la création du site était motivé par sa curiosité pour les armes futuristes du film The Matrix (1999), mais lors de la recherche d'informations en ligne, il n'a pas trouvé grand-chose et a identifié un domaine de carence,. Au fil des années, IMFDb a bâti un public professionnel parmi le petit groupe d’accessoiristes hollywoodiens – ou « armuriers » – qui fournissent des armes à feu aux plateaux de tournage. Gregg Bilson Jr. , directeur général d' Independent Studio Services, la société hollywoodienne qui a fourni les armes anciennes utilisées dans Django Unchained (2012) et Lincoln (2012), a rencontré Christopher en janvier 2013 au SHOT Show, une convention commerciale sur les armes à feu en présence de plus de 62 000 personnes à Las Vegas. Bilson a déclaré qu'elle était initialement sceptique quant au modèle de contribution gratuite, mais qu'elle a rapidement été surprise par l' exactitude du site. Bilson a découvert le site grâce à l'un des armuriers de son entreprise, Larry Zanoff, qui l'a découvert lors de recherches sur un film. Désormais, Zanoff examine occasionnellement le site par l'intermédiaire d'un de ses contributeurs réguliers pour corriger ou clarifier des informations sur les films sur lesquels il a travaillé. Zanoff a également félicité le site pour avoir fait l'éloge des équipes d'accessoires, qui ne reçoivent pas l'attention des médias.
Une enquête réalisée en 2013 a montré que l'audience du site était à 98% masculine et âgée de 18 à 30 ans. La majeure partie du trafic du site provenait de Los Angeles, de personnes de l'industrie cinématographique utilisant le site comme outil de référencement. Actuellement, la moitié des visiteurs viennent de l'extérieur des États-Unis et le public féminin s'élève à 21 %. La seule façon pour IMFDb de gagner de l'argent pour continuer à fonctionner était de vendre des espaces publicitaires sur le site, mais en 2013, l'entreprise a lancé un kickstarter via Rockethub en vendant une variété de matériaux, des autocollants aux badges, en passant par les chemises et même les bandoulières et les kits d'assemblage d'armes.

## Utiliser comme référence
La base de données consultable est le produit phare du site et a fait d'IMFDb.org une ressource de référence pour tous les types de publics. Semblable dans son système à celui de l'Internet Movie Database (IMDb) appartenant à Amazon, IMFDb s'adresse à un public simplement curieux de connaître une arme spécifique qu'il a vue dans la main d'un acteur célèbre, aux collectionneurs d'armes occasionnels et même aux accessoiristes hollywoodiens. La majeure partie du trafic sur le site est constituée de recherches d'armes spécifiques vues dans des films ou des jeux vidéo, mais il y a également des discussions entre les utilisateurs. Le site a finalement mis à disposition une chaîne sur la plateforme Discord. IMFDb est également utilisé comme référence dans des articles, comme une liste des dix meilleures armes de films de Noël, une enquête sur des prototypes d'armes américains qui n'ont pas été adoptés mais ont fini par devenir des armes futuristes dans les films, et même un l'histoire du calibre 9 mm à travers la série de jeux Grand Theft Auto. Un article intitulé «Filles armées : 8 flingueuses notables au cinéma américain » (anglais : Girls With Guns: 8 Notable Female Gunslingers in American Cinema) a énuméré 8 protagonistes féminines basées sur IMFDb, mettant en évidence des noms comme Angelina Jolie, Lucy Liu et Sigourney Weaver.
Le site a également été utilisé dans des discussions politiques. En juin 2022, Breitbart News a souligné sur Twitter que l'acteur Matthew McConaughey avait utilisé 19 armes dans 11 films sur 25 ans, selon IMFDb, après que l'acteur ait prononcé un discours en faveur du désarmement à la Maison-Blanche à la suite de la fusillade à l'école primaire de Robb dans sa ville natale d'Uvalde, au Texas. Le tweet a suscité des réactions furieuses, l'ancien acteur de Star Trek George Takei remettant en question sa propre pertinence et le cinéaste James Gunn affirmant que les armes dans les œuvres de fiction ne devraient pas être assimilées à la législation réelle sur les armes, et soulignant que les armes à feu font partie des représentations culturelles dans tous les pays, mais ce n'est qu'aux États-Unis qu'ils sont extrêmement accessibles sur le marché civil.
Le site a été utilisé comme source de référence par les propriétaires de plusieurs champs de tir situés à Las Vegas, dans le Nevada. Après avoir entendu les clients demander de louer certains types d’armes à feu utilisées dans les films et les jeux vidéo, les propriétaires du stand ont utilisé IMFDb pour rechercher les armes en question. Le site est également la cible de blagues concernant les utilisateurs trop obsédés par le passe-temps de l'étude des armes à feu et qui aiment critiquer les moindres détails avec un examen minutieux absurdement détaillé. Avec l'aspect typique d'adultes en difficulté sociale démontrant une "connaissance aspergienne ridicule des armes à feu utilisées pour déconstruire de manière pédante les modifications d'un pistolet vu à l'écran pendant moins d'une seconde dans la main d'un figurant d'arrière-plan".

### Apocalypse zombie

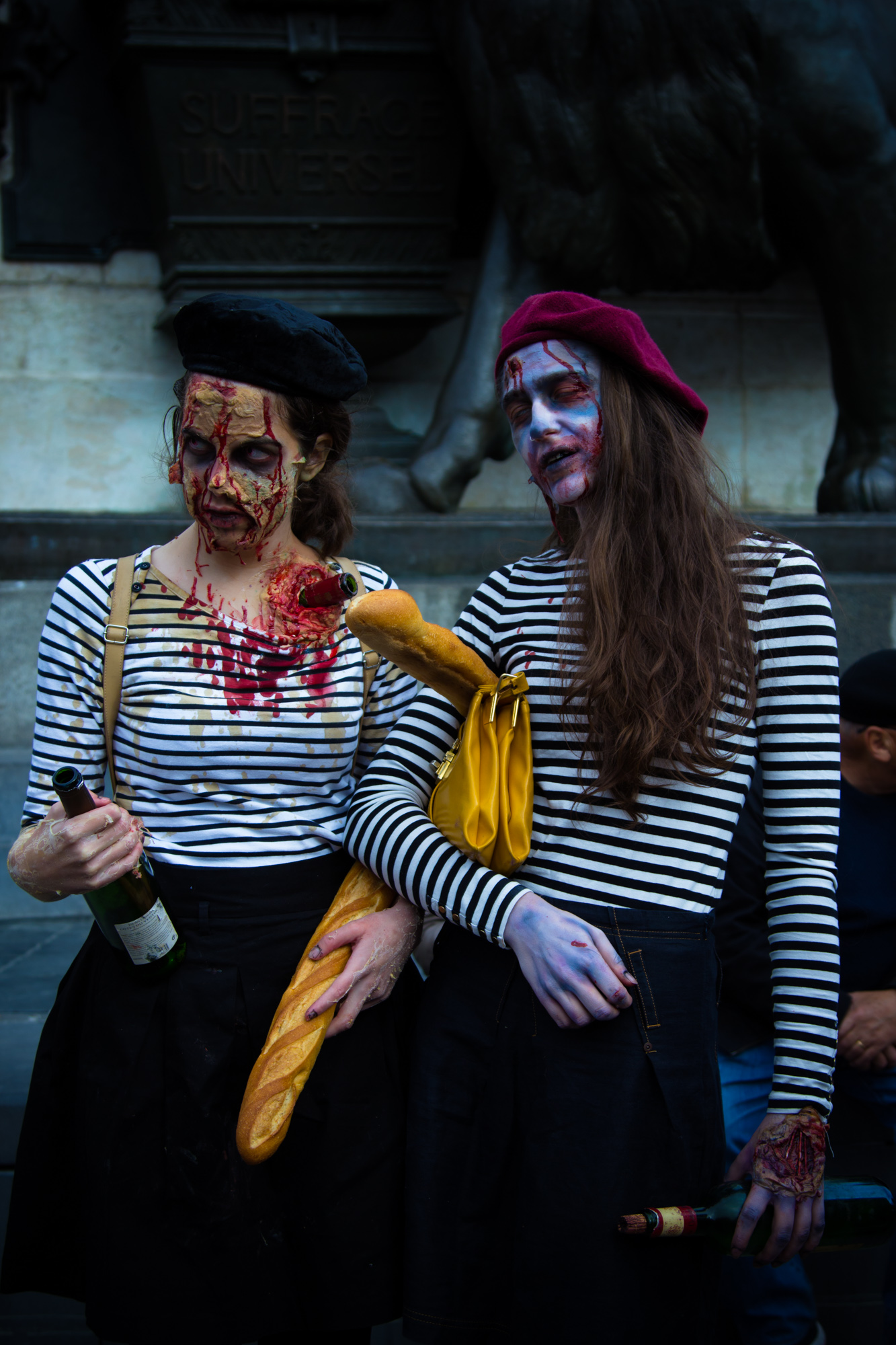
Des participants à la marche des zombies de Paris.

Dans la culture populaire, le site a contribué à mettre en avant le rôle des armes dans les histoires de zombies. Une fois de plus, l'obsession des utilisateurs est mise à l'honneur, avec des discussions sur les zombies - dont la propre catégorie compte, en 2023, 255 éléments - abordant des sujets tels que la question de savoir si une arme qui doit être nettoyée fréquemment est un bon choix pour une suite d'une lutte prolongée. La liste du site Web montre également les différences culturelles entre les pays où se déroule l'histoire. Dans les films nord-américains, les protagonistes sont lourdement armés de fusils d'assaut et de fusils de chasse, toutes les armes étant facilement accessibles. Dans les adaptations d'autres pays, ce sont des objets ou des outils du quotidien utilisés comme armes ; avoir une courte liste sur IMFDb, comme d'autres films non américains. Alors que dans les films américains, le protagoniste brandit une arme à feu, dans une pose triomphale, dans le film australien Cargo, l'acteur Martin Freeman porte une canne sur l'affiche du film et, dans le film cubain Juan de los Muertos, le personnage Juan a une rame et nunchakus. Le déséquilibre des pouvoirs entre ceux qui possèdent des armes est également notable, que ce soit dans leur comportement ou dans leur posture. Posséder des armes au lieu de ne pas être armé crée également le danger que l'on ne puisse pas faire confiance à toutes les personnes « vivantes » et qu'elles puissent abuser des personnes sans défense.
Le langage corporel change également selon que vous possédez ou non des armes. Les personnages sont différents lorsqu'ils affrontent des zombies armés ou lorsqu'ils utilisent des couvercles de poubelle ou des meubles. Les protagonistes armés façonnent la façon dont les histoires sont racontées et leur introduction guide la composition des images. Au lieu que les héros saturent leurs cibles de manière éblouissante comme dans les films américains, le film sud-coréen Dernier train pour Busan (2016) crée le suspense grâce à l'absence d'armes. Au lieu de la puissance de feu et de la confiance de ceux qui ont le dessus, les personnages travaillent avec l'architecture du train ; esquivez et coincez les zombies derrière les portes de passage ou repoussez-les dans les allées des sièges, les toilettes et les zones à bagages. Le phénomène de l' apocalypse zombie est si répandu dans la littérature médiatique, avec des films, des séries et des jeux vidéo, que les zombies sont utilisés comme menaces simulées dans la formation aux interventions d'urgence du monde réel et sont une pratique courante dans les champs de tir. À Las Vegas, il existe même un forfait « chasse aux zombies », comprenant des fusils M4 et des pistolets Glock.

## Interdictions

### Exclusions
Une catégorie spécifique d’armes qui n’est pas destinée à faire partie de la base de données est celle des armes à feu factices. Par exemple, les armes qui dépassent la technologie actuelle, telles que les armes à laser, les armes à plasma et/ou les dispositifs à particules nucléaires (c'est-à-dire les photons, etc.) ne sont généralement pas acceptées par les contributeurs du site. Cette catégorie d'armes fictives est associée aux films de science-fiction, mais aussi aux jeux vidéo et aux anime. Dans ces cas, des dispositifs représentant de véritables armes à feu ou une hypothétique évolution future des armes à feu actuelles sont représentés.
Étant donné que la base de données fait principalement référence aux armes légères, les catégories de grands engins destructeurs sont également exclues. Un exemple serait un missile balistique intercontinental (ICBM). Les films amateurs et les jeux flash ne sont pas non plus autorisés, seuls les films et les jeux ayant une sortie officielle.

### Des exceptions
Les exceptions aux exclusions ci-dessus concernent les armes de poing fictives mais construites à partir d'armes à feu réelles (modifiées ou originales), même si le projectile est entièrement fictif. Un exemple serait les fusils blaster des films Star Wars. Ces appareils tirent des « faisceaux d’énergie » dans les films, et l’arme à feu sur laquelle ils sont basés est la mitraillette Sterling de fabrication britannique,. Un autre exemple serait le film Wild Wild West de 1999, dans lequel une mitrailleuse Gatling motorisée à rotation automatique est utilisée, bien que cela n'ait été réalisé qu'en 1946 - les mitrailleuses Gatling au moment du tournage du film étaient exclusivement actionnées à la manivelle.